# Reichert-Meissl-Zahl
Die Reichert-Meißl-Zahl (auch Wollny-Zahl) ist eine Kennzahl zur Charakterisierung von Fett in der Lebensmittelanalytik.
Die Reichert-Meißl-Zahl gibt an, wie viel flüchtige, wasserlösliche Fettsäuren aus dem Fett durch Verseifung gewonnen werden können. Sie besteht in der Angabe der Menge an 0,1 n Natronlauge in ml, die zur Neutralisation der aus 5 g Fett abdestillierten flüchtigen, wasserlöslichen Fettsäuren erforderlich ist. Sie liegt in der Regel unter 1.
Die Zahl ist besonders hoch bei reiner Butter und kann deshalb zur Erkennung von Verfälschungen angewandt werden.
Die Zahl ist nach den Chemikern Emil Reichert (1838–1894) und Emerich Meissl (1855–1905) benannt. Emil Reichert wollte eine Methode zur Bestimmung flüchtiger Fettsäuren von Otto Hehner zum einen vereinfachen und zum anderen die Ergebnisse reproduzierbarer machen. Seine Methode wurde 1879 veröffentlicht. Emerich Meissl publizierte noch im selben Jahr eine optimierte Fassung von Reicherts Methode, die die Ergebnisse noch genauer machen sollte.
Gemeinsam mit der Polenske-Zahl und der Kirschner-Zahl kann mit der Reichert-Meissl-Zahl der Butterfettanteil in Fettmischungen berechnet werden.